# Halton House
Halton House es una casa de campo situada en las Colinas Chilten, sobre el pueblo de Halton en el condado de Buckinghamshire, en Inglaterra. Fue construida para Alfred de Rothschild entre 1880 y 1883. Actualmente sirve como lugar de encuentro para oficiales de la RAF de Halton.

## Historia de Halton House
En Halton ha habido siempre una casa señorial, desde los tiempos de la conquista normanda, cuando pertenecía al Arzobispo de Canterbury. Sin embargo, Thomas Cranmer vendió las tierras a Henry Bradshaw, el Ministro de Hacienda a mediados del siglo XVI. Tras haber permanecido en posesión de la familia Bradsshaw durante un tiempo considerable, fue vendida a  Sir Francis Dashwood en 1720, y desde entonces permaneció en posesión de la familia Dashwood durante unos 150 años.
El lugar que ocupa la vieja Halton House, está al oeste de la iglesia del pueblo de Halton. Tenía un gran parque, que fue posteriormente diseccionado por la Grand Canal Union. En junio de 1849, Sir George Dashwood subastó todos los objetos de la casa, y en 1853 la finca fue vendida al Barón Lionel de Rothschikd, quien estaba expandiendo sus posesiones. La vieja casa fue deshabitada y se convirtió en abandonada, y finalmente fue completamente demolida.
Lionel dio la finca a su hijo Alfred de Rothschild. Para entonces la finca ocupaba unos 6 km² en un triángulo, entre Wendover, Aston Clinton y Weston Turville. Sin embargo estos terrenos carecían de una vivienda apropiada, por la menos del estándar de la familia Rothschild.

## Construcción
Tras la muerte de su padre, Alfred (un titulado y urbanita) decidió construir una casa de campo para uso y disfrute del  fin de semana. De ahí que despreciara la idea de construir una gran mansión como habían hecho su hermano y primos, siguiendo los estándares de la familia.
Inusualmente para una casa de la Familia Rothschild, no se sabe a ciencia cierta quien fue el arquitecto. Se piensa que fue William R. Rodríguez (también conocido como Rogers), quien fue un arquitecto del equipo de William Cubbitt and Company, la firma fue la encargada del proyecto de construcción y seguimiento en 1880. Asombrosamente, solo tres años después del comienzo la casa estaba terminada. Como había ocurrido en otros jardines de la familia Rothschild, se plantaron árboles que ya estaban crecidos y arbustos, y en un instante aparecieron unos jardines maduros. 

## El estilo de la mansión
Para el estilo de la casa Alfred fue probablemente influenciado por la recién completada Waddesdon Manor, que era la casa del Barón Ferdinand de Rothschild, su cuñado. Aunque no tan importantes, hay influencias continentales: frontones clásicos que sobresalen de los tejados en mansarda, agujas y hastiales que llaman la atención, y una cúpula que remata todo el conjunto. Un primo describió la casa como "una inmensa tarta de bodas".
Si el exterior era extravagante, el interior no tiene nada que envidiar. El recibidor central (no a diferencia del recibidor central de dos plantas de Mentmore Towers) fue amueblado como el "gran salón". Otros dos salones (el este y el oeste) siguieron con la temática del lujo. El comedor y la sala del billar fueron amuebladas con paneles del siglo XVIII y frisos. Esta temática continuó, en la escalera de paneles de yeso que llevaba a los dormitorios. Todo el conjunto se amuebló en lo que posteriormente se definió como “estilo Rothschild”, es decir, muebles franceses del siglo XVIII, ébano, objetos de bronce dorado, y obras de los viejos maestros pintores europeos. 
Se añadió a la casa un invernadero con una gran cúpula, conocido como el jardín de invierno. En él había plantas y flores tropicales.

## Halton: la casa Rothschild
Alfred era un gran anfitrión, y su mayor placer era el dar placer a otros, ya sea como filántropo de la comida más básica, así como anfitrión del Emperador, Zar o Sah. En Halton todos se entretenían. Sin embargo, la brillante vida de Halton duró menos de 30 años. La última fiesta fue en 1914 al inicio de la I Guerra Mundial. Devastado por  la carnicería de la Guerra, la salud de Alfred empezó a decaer y murió en 1918. Alfred no tenía hijos legítimos, por lo que la casa fue entregada a su sobino Lionel Nathan de Rothschild. Este detestaba el lugar y vendió el contenido de la casa en una subasta en 1918. La casa y los terrenos fueron adquiridos para la RAF por el Consejo del Aire por el mísero precio de 115.000 libras; un precio ridículo incluso el día de hoy.

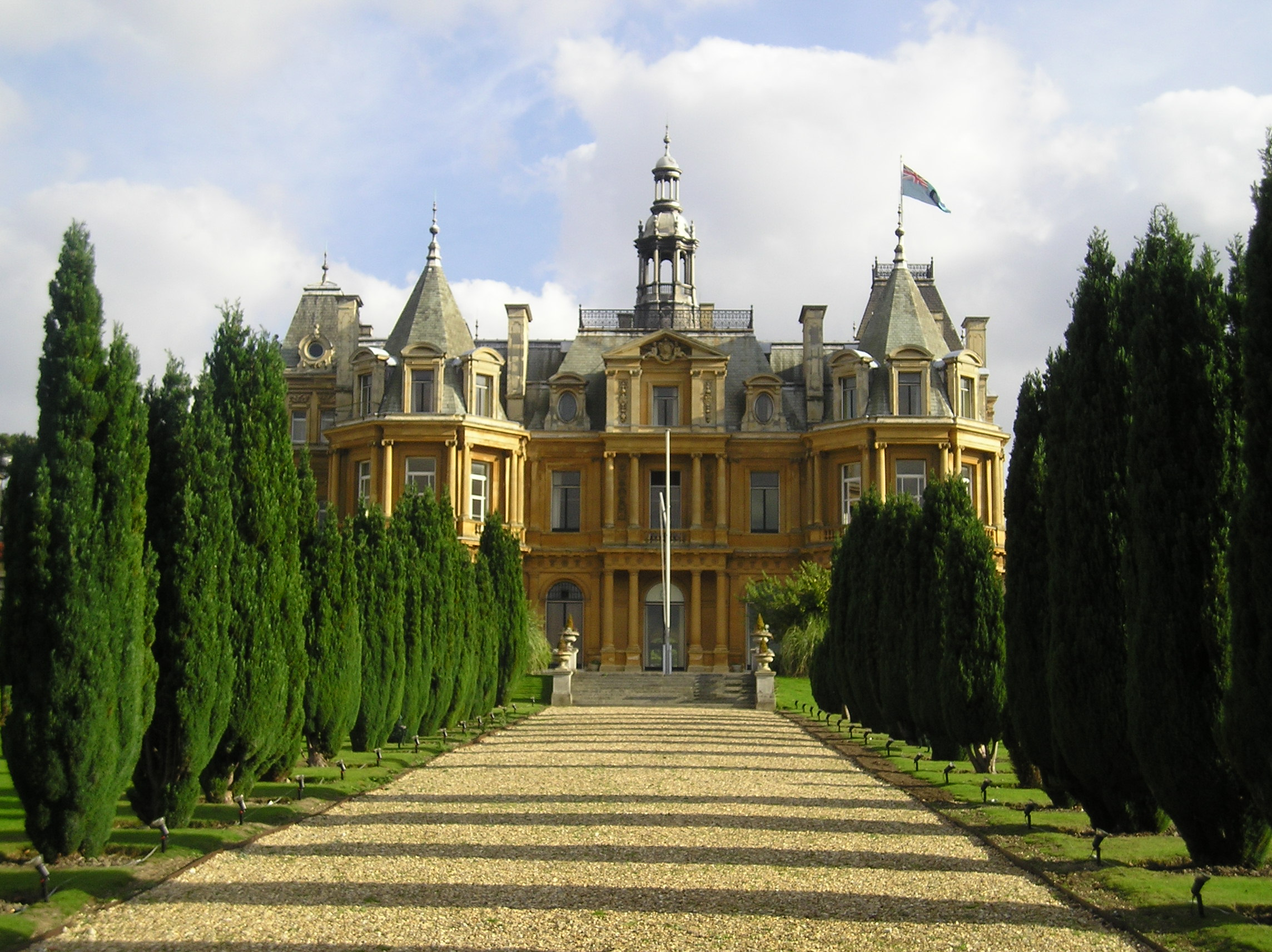
Fachada de Halton House.